# Genoa Open Challenger 2017
Il Genoa Open Challenger 2017 è stato un torneo di tennis facente parte della categoria ATP Challenger Tour nell'ambito dell'ATP Challenger Tour 2017. Si è giocato a Genova in Italia dal 4 al 10 settembre 2017 su campi in terra rossa e aveva un montepremi di €127,000+H.

## Partecipanti singolare

### Teste di serie
| Nazionalità | Giocatore            | Ranking* | Testa di serie |
| ----------- | -------------------- | -------- | -------------- |
| Germania    | Jan-Lennard Struff   | 49       | 1              |
| Italia      | Andreas Seppi        | 81       | 2              |
| Italia      | Alessandro Giannessi | 91       | 3              |
| Serbia      | Laslo Đere           | 98       | 4              |
| Italia      | Marco Cecchinato     | 102      | 5              |
| Argentina   | Renzo Olivo          | 114      | 6              |
| Germania    | Dustin Brown         | 116      | 7              |
| Ungheria    | Márton Fucsovics     | 117      | 8              |

- Ranking al 28 agosto 2017.

### Altri partecipanti
Giocatori che hanno ricevuto una wild card:
- Matteo Donati
- Julian Ocleppo
- Andreas Seppi
- Stefanos Tsitsipas

Giocatori che sono passati dalle qualificazioni:
- Andrea Basso
- Gianluca Di Nicola
- Andrea Pellegrino
- Tim Pütz

## Vincitori

### Singolare
Stefanos Tsitsipas ha battuto in finale  Guillermo García López con il punteggio di 7–5, 7–6(2).

### Doppio
Tim Pütz /  Jan-Lennard Struff hanno battuto in finale  Guido Andreozzi /  Ariel Behar con il punteggio di 7–6(5), 7–6(8).